# Frölunda OL
Frölunda Orienteringslöpare, förkortat Frölunda OL, är en orienteringsklubb med hemvist i södra Göteborg. Klubben har 420 medlemmar och har sin klubbstuga vid Sisjön, Askim. Verksamheten är inriktad mot orientering och till viss del traillöpning.

## Historik
Frölunda OL bildades 1990 som en allians mellan klubbarna Göteborgs Sportklubb, Orienteringssällskapet Västanfläkt, orienteringssektionen i GKIK samt orienteringssektionen i IF Väster. 1997 ombildades alliansen till en egen förening, Frölunda OL, och bestod då av medlemmar från klubbarna ovan, förutom GKIK som valde att gå ur alliansen.
2020 tilldelades klubben Silverkotten, ett pris som delas ut av Skogssportens Gynnare och som går till Sveriges främsta ungdomsklubb inom orientering.

## Klubbstuga
Frölunda OL:s klubbstuga ligger strax norr om Sisjön i Askim. Klubbstugan stod klar 2004 och med det flyttade klubben sin verksamhet från Ruddalen till Sisjön.

## Arrangemang
Klubben arrangerar minst en orienteringstävling varje år, bland annat tredagarstävlingen O-Meeting i mitten av augusti och Göteborgspremiären i mitten av mars. Folskubbet har historiskt arrangerats de år O-Meeting inte avgjorts. Tävlingsterrängen brukar vara i de södra delarna av Göteborg, som Sandsjöbacka, Ruddalen eller Safjället.

## Främsta meriter[4]

### Individuellt
- Guld, Ungdoms-SM, H16 långdistans: Albert Jonforsen (2024)
- Guld, Ungdoms-SM, H15 sprint: Albert Jonforsen (2023)
- Silver, Ungdoms-SM, H16 sprint: Albert Jonforsen (2024)
- Brons, Sprint-SM, H18: Marcus Lamm (2024)
- Brons, Ungdoms-SM, H15 sprint: Martin Skovbjerg (2024)

### Stafetter
- Sjua, Ungdomens Tiomila, HD14 (2021)
- Sjua, Ungdomens Tiomila, HD12 (2019)
- Åtta, SM-stafett, D20 (1997)
- Åtta, Tiomila, ungdomsstafetten (2023)